# Holder (Ausztráliai fővárosi terület)
Holder a főváros, Canberra egyik elővárosa Weston Creek kerületben, a fővárostól mintegy 13 kilométernyire délnyugatra.  A 2006-os népszámlálás alapján 2609 fő lakik itt. (2006. évi cenzus)
Holder városa Sir Frederick William Holder dél-ausztráliai miniszterelnökről kapta a nevét, aki 1899-1901 közt töltötte be a posztot, és a Képviselőház első szónoka volt 1901-1909-ig. Canberra többi külvárosához hasonlóan Holder is bizonyos téma köré csoportosítva adta a neveket utcáinak, melyek itt kiemelkedő ausztrál felfedezőkről (térképészekről) kapták nevüket. A település utcái megtekinthetők a Google Street View (Utcakép) szolgáltatással.
A városközpont általános iskoláját a 90-es évek elején zárták be, de maradt még két nem állami vezetésű iskola, a St Jude's Catholic Primary és a Canberra Montessori School. A legközelebbi állami oktatási intézmény Duffyban található.

## A 2003-as bozóttüzek
Holder volt az egyike azon településeknek, amelyek súlyosabb károkat szenvedtek a 2003-ban tomboló canberrai tűzvész során. A külvárosban 31 lakóingatlan, míg a szomszédos Duffyban 219 épület vált a lángok martalékává.

## Földrajza
A Deakin vulkán sziluri időszakból maradt zöldesszürke riodácit rétegei lelhetőek fel ezen a területen.  Ezen kívül még találhatunk különböző színű és árnyalatú tufákat és homokkövet.

## Fordítás
Ez a szócikk részben vagy egészben  a   Holder, Australian Capital Territory című angol Wikipédia-szócikk ezen változatának fordításán alapul.  Az eredeti cikk szerkesztőit annak laptörténete sorolja fel. Ez a jelzés csupán a megfogalmazás eredetét és a szerzői jogokat jelzi, nem szolgál a cikkben szereplő információk forrásmegjelöléseként.